# Ninan Cuyochi
Ninan Cuyochi (du quechua Ninankuyuchi) est un fils de l’empereur inca Huayna Capac. Selon le prêtre Martin de Murúa sa mère appartient à l’ayllu de Capac Cuzco tandis que Guaman Poma de Ayala l’appelle Cayac Cuzco,. Il est considéré comme l’héritier légitime de l’Empire inca. Toutefois il décède à Cuzco peu avant son père de la variole, qui est importée depuis le Panama par les conquistadors espagnols,.
Ce décès prématuré à pour effet de provoquer une guerre civile entre ses deux frères Huascar et Atahualpa pour la succession à la tête de l'Empire inca, ce qui facilite sa conquête par les Espagnols à partir de 1532.